# Julius Schulholff
Julius Schulholff (Praga, República Txeca, 2 d'agost de 1825 - Berlín, Alemanya, 13 de març de 1898) fou un compositor i professor bohemi.
Fou deixeble de Kisch i d'Ignaz Amadeus Tedesco, i tingué com a company d'estudis a Wilhelm Kuhe. Als divuit anys es donà conèixer com a pianista, primer a Dresden i després a la Gewandhaus de Leipzig. Després es dirigí a París, on va conèixer a Chopin, el qual l'incità a produir més en públic, emprengué llavors viatges per Anglaterra, Espanya, Rússia i França.
Malgrat dels èxits i del profit assolit, decidí dedicar-se a l'ensenyança, cosa que feu primer a París, després a Dresden, on entre altres alumnes tingué a Alexander von Fielitz i, finalment a Berlín.
Schulholff va compondre un considerable nombre d'obres per a piano, que es distingeixen per la brillantor i correcció.